# Madeleine royale
La madeleine royale est un cépage de raisins de table français de raisins blancs.

## Origine et répartition géographique
Le cépage est une obtention de Moreau-Robert datant de 1845. Son origine génétique serait un semis de chasselas. Le cépage est autorisé en Grande-Bretagne et en Belgique. Il est cultivé un peu en Argentine, Autriche et en France.
Le cépage Madeleine Angevine est issu d'un croisement précoce de Malingre x Madeleine royale

## Caractères ampélographiques

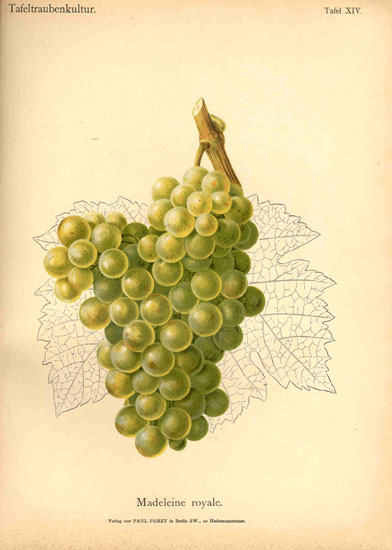
Rudolf Goethe, Handbuch der Tafeltraubenkultur, Berlin, Paul Parey, 1894.

- Extrémité du jeune rameau cotonneux blanc à liseré carminé.
- Jeunes feuilles duveteuses, d'un blanc verdâtre.
- Feuilles adultes, à 5 lobes avec des sinus supérieurs, fonds concaves, un sinus pétiolaire elliptique, des dents ogivales ou anguleuses, moyennes, en deux séries, un limbe pratiquement glabre.

## Aptitudes culturales
La maturité est précoce: 8 à 15 jours avant le chasselas.

## Potentiel technologique
Les grappes sont de taille moyenne et les baies aussi. La grappe est conique, ailée et compacte. Les raisins sont de chair juteuse, légèrement muscatée et à peau fine. La production est moyenne, elle est sensible au mildiou, à l'oïdium, à la pourriture grise ainsi qu'aux gelées d'hiver. Des traitements fongicides réguliers sont impératifs. La Madeleine royale supporte mal le transport. De ce fait, il faut la récolter avant complète maturité ce qui est un inconvénient et explique probablement sa faible extension.

## Synonymes
La  madeleine royale est connu sous les noms de Königliche Magdalenentraube, maddaleina royal, madeleine impériale, madlen korolevskaia, madlen royal ou madlen roial, magdalenka kralovska, magdalene real, plant du caporal